# Pseudocoedomea rondoni
Pseudocoedomea rondoni är en skalbaggsart som först beskrevs av Stefan von Breuning 1968.  Pseudocoedomea rondoni ingår i släktet Pseudocoedomea och familjen långhorningar.
Artens utbredningsområde är Laos. Inga underarter finns listade i Catalogue of Life.